# Хронологија радничког покрета код јужнословенских народа 1880—1899.
| Хронологија радничког покрета до 1919. године до 1879. 1880—1899. 1900—1904. 1905—1909. 1910—1918. | следећа целина: 1919—1929. ► |

Хронолошки преглед важнијих догађаја везаних за раднички и социјалистички покрет код јужнословенских народа који су се догодили од 1880. до 1899. године. Хронологија се бави догађајима на подручју бивше Југославије, а тада Аустроугарске и Османлијског царства, као и независних држава Краљевине Србије и Краљевине Црне Горе и општим догађајима везаним за међународни раднички покрет и јужнословенске народе.
Напомена: За догађаје који су се одигравали на територији данашњих држава Србије (без Војводине), Црне Горе и Македоније, где је до 1919. био на снази стари календар, односно јулијански календар, у загради се налази датум по старом календару.
| 1880. 1881. 1882. 1883. 1884. 1885. 1886. 1887. 1888. 1889. 1890. 1891. 1892. 1893. 1894. 1895. 1896. 1897. 1898. 1899. |

## 1880. година

#### 16. мај
- У Будимпешти 16. и 17. маја на Радничком конгресу основана Општа радничка партија Мађарске. На овом конгресу били су присутни и делегати из Војводине — из Панчева и Великог Бечкерека (данас Зрењанин). Под утицајем ове партије развијао се раднички и социјалистички покрет у Барањи, Бачкој и Банату.[1]

#### у току маја
- У Косовској Митровици, на каменолому Иса Бољетинца, формирана прва радничка синдикална организација. Ова организација имала је касу узајамне помоћи и Веће састављено од четири члана и једног представника породице Бољетинац. Без сагласности Већа ниједан радник није могао бити примљен или отпуштен (ово је била прва радничко-синдикална организација на Косову и Метохији и постојала је све до 1941).[1]

#### 28. новембар
- У Љубљани група занатлија организовала народни збор, на ком је учествовало неколико стотина људи, углавном занатлија и радника. Окупљенима су се обратила и тројица социјалдемократа, а ово је било прво јавно иступање Франца Железникара.[1]

## 1881. година

#### 14. март (2. март по с.к.)
- У Београду објављен огледни број листа Радник. Лист је био гласило групе следбеника Светозара Марковића, а главни уредник је био Мита Ценић. Редовно је излазио од 13. априла  1881. (1. април по с.к.) до 11. јануара 1882. (30. децембар 1881. по с.к.).[1]

#### 6. септембар (15. август по с.к.)
- У Крагујевцу основано Друштво за потпомагање обућарских радника.[2]

#### 18. септембар (6. септембар по с.к.)
- У Београду, на збору радника и занатлија, донета одлука о оснивању Општег радничког друштва.[2]

#### 11. децембар
- У Крању, на Оснивачкој скупштини Првог крањског занатлијског савеза дошло до расцепа између народњачких занатлија и занатлијско-демократске групе, предвођене Францом Железникаром.[2]

| 1880. 1881. 1882. 1883. 1884. 1885. 1886. 1887. 1888. 1889. 1890. 1891. 1892. 1893. 1894. 1895. 1896. 1897. 1898. 1899. |

## 1882. година

#### 13. јануар (1. јануар по с.к.)
- У Београду покренут лист Борба, који је излазио као гласило социјалистичке групе Мите Ценића. Лист је излазио до забране септембра 1883. године.[2]

#### 18. фебруар (6. фебруар по с.к.)
- У Смедереву одржан оснивачки збор Општег занатлијско-радничког друштва.[2]

#### 6. март (22. фебруар по с.к.)
- Кнежевина Србија проглашена краљевином.

#### 16. март (4. март по с.к.)
- У Ваљеву основано радничко удружење „Слога ваљевских радника“.[2]

#### 7. јул
- У Новом Саду у штампарији Арсе Петровића отпочео штрајк штампарских радника. Штрајк је успешно окончан након месец дана.[2]

## 1883. година

#### 14. март
- У Лондону умро Карл Маркс (1818—1883), један од главних идеолога међународног радничког покрета и научног социјализма (комунизма).

#### 3. август
- У руднику Ојстро, код Храстника, избио штрајк рудара, који је убрзо угушен уз помоћ војске. Штрајк је поново неуспешно поновљен 15. марта 1884. године.[2]

#### 2. новембар
- Од 2. новембра до 13. новембра (21. октобар—1. новембар по с.к.) трајала Тимочка буна, која је захватила зајечарски крај. Буна је почела против одлуке краља Милана Обреновића о предаји оружја, а на наговор Николе Пашића. У току буне сељаци су заузели Бољевац, Књажевац и Алексинац. Буна је угушена увођењем ванредног стања и употребом војске. Као одмазду за буну, извршена је смртна казна на 21 лицем, а 734 је осуђено на временске казне.

| 1880. 1881. 1882. 1883. 1884. 1885. 1886. 1887. 1888. 1889. 1890. 1891. 1892. 1893. 1894. 1895. 1896. 1897. 1898. 1899. |

## 1884. година

#### 21. април
- У Љубљани, под оптужбом за велеиздају, ухапшени Франце Железникар и Фердинанд Тума, двојица од вођа љубљанског радничког просветног друштва (ово је био увод у широку полицијску акцију против све радикалнијег радничког покрета у Љубљани).[3]

#### 6. децембар
- У Клагенфурту од 6. до 12. децембра одржан судски процес против вођа љубљанског Радничког просветног друштва Франца Железникара, Фердинанда Туме, Франца Штрума, Едварда Кригла и Франца Дија, који су били оптужени за велеиздају, јер су према тужби „вршили агитацију за анархистичку странку, ширили забрањене летке и смерали да насилно сруше државни поредак“. Тума, Кригл, Штрум и Дија су ослобођени оптужбе, а Франац Железникар осуђен је на осма година затвора (након жалбе казна му је јануара 1885. повећана на десет година, а крајем 1892. је помилован и пуштен на слободу).[3]

## 1885. година

#### 14. новембар
- Од 14. до 28. новембра (2—16. новембар по с.к.) вођен српско-бугарски рат, који је завршен поразом српске војске, а мир је постигнут посредством Аустроугарске, 3. марта (19. фебруара по с.к.).

## 1886. година

#### 1. мај
- У Чикагу 50.000 радника ступило у штрајк захтевајући боље услове рада, изражене у пароли „три осмице“ (осам сати рада, одмора и слободног времена). У сукобу с полицијом убијено је 6 и рањено око 50 радника (одлуком Првог конгреса Друге интернационале, од 1889. године 1. мај се у знак сећања на чикашке раднике прославља као међународни празник рада).[4]

#### 13. новембар (1. новембар по с.к.)
- У Београду основана Српска краљевска академија (СКА) данас Српска академија наука и уметности (САНУ).

## 1887. година

#### 15. јануар
- У Загребу изашао први број листа Раднички гласник, који је излазио два пута месечно, а власник и главни уредник је био Анте Млинарић (излазио је до 1891).[3]

#### 20. фебруар (8. фебруар по с.к.)
- У Београду умро Димитрије Мита Ценић (1851—1887) новинар и један од вођа и идеолога социјалистичког покрета у Србији.[3]

#### 10. април
- У Будимпешти 10. и 11. априла одржан Трећи конгрес Опште радничке партије Мађарске. Конгресу су присуствовали и делегати из Војводине: из Новог Сада, Вршца, Беле Цркве и Црвенке. На конгресу се расправљало о општем, једнаком и тајном праву гласа; недељном одмору и фабричком законодавству. После конгреса у Војводини су одржавани народни зборови на којима се расправљало о одлукама конгреса. Посебну активност у овим зборовима имали су радници из Новог Сада, који су одлазили у друга места, да би држали зборове.[5]

#### 12. децембар (30. новембар по с.к.)
- У Београду Уједињена омладина покренула свој часопис Омладина. У првом броју овог часописа почело је у наставцима излазити дело Фридриха Енгелса „Постанак породице, приватне својине и државе“.[5]

| 1880. 1881. 1882. 1883. 1884. 1885. 1886. 1887. 1888. 1889. 1890. 1891. 1892. 1893. 1894. 1895. 1896. 1897. 1898. 1899. |

## 1888. година

#### 12. јануар (31. децембар 1888. по с.к.)
- У Београду у листу Омладина, почело у наставцима излазити дело Карла Маркса „Капитал“.[5]

#### 18. фебруар
- У Новом Саду од 18. до 26. фебруара вођени преговори између месног радничког друштва и власника млинова, на ком је постигнут договор „о одмору недељом“ (новосадски млинарски радници били су први који су се изборили за нерадну недељу).[5]

## 1889. година

#### 6. март (21. фебруар по с.к.)
- Краљ Милан Обреновић се повукао са власти у корист сина Александра (пошто је био малолетан, земљом је до 1893. владало намесништво).

#### 14. јул
- У Паризу основано Међународно удружење социјалистичких партија (познато под називом Друга интернационала). Ова организација је постојала до 1916. и имала је доста утицаја на социјалдемократске партије у јужнословенским земљама, које су биле њене чланице. Од посебног значаја за раднички покрет Југославије, било је иступање Димитрија Туцовића на конгресу у Копенхагену, 1910. године.[5]

#### 12. август
- У Сиску одржана Земаљска конференција на којој је основан „Савез радничких друштава“. На конференцији су учествовали представници радничких друштава из Сиска, Загреба, Карловца, Петриње, Самобора, као и представници Радничко-певачког друштва „Виенац“ из Вараждина и Обртничког-радничког друштва „Слога“ из Сиска.[4]

#### 14. август (2. август по с.к.)
- У Нишу отпочео штрајк радника у Железничкој радионици. Штрајк је после три недеље успешно завршен.[4]

#### новембар
- У Љубљани штампан први и једини број радничког листа Нови час, који је конфискован већ у штампарији.[4]

| 1880. 1881. 1882. 1883. 1884. 1885. 1886. 1887. 1888. 1889. 1890. 1891. 1892. 1893. 1894. 1895. 1896. 1897. 1898. 1899. |

## 1890. година

#### 28. март
- У Марибору у радионицама јужне железнице штрајковало око 1.500 радника. Штрајк је успешно завршен.[4]

#### 27. април
- У Великом Бечкереку (данас Зрењанин) одржана радничка скупштина на којој је захтевано увођење одмора недељом и одлучено да се прослави међународни празник рада.[4]

#### 1. мај
- Поводом 1. маја међународног празника рада, који је установљен на Првом конгресу Друге интернационале у Паризу, јула 1889, одржане су прве првомајске прославе у Хрватској, Словенији и Војводини.[4]
- У Загребу одржана прва првомајска прослава — преподне је одржана радничка скупштина, на којој је присуствовало око 100 радника; а послеподне је на Свеучилишном тргу одржан митинг око 2.500 радника и грађана, који су и поворци отишли у Максимир, где је одржана прослава.[4]
- На простору Словеније су више градова — Љубљана, Марибор, Трст, Целовец, Бељак и др. одржане радничке прославе, које су касније постале традиционалне. Скоро сваке године поводом Празника рада излазила је брошура Мајски лист.[4]
- На простору Војводине у више градова одржане првомајске манифестације — у Суботици 16 штампарских радника покушало да прослави празник рада, али их је полиција растерала; у Великом Бечкереку (данас Зрењанин) око 300 радника је одржало збор; мање манифестације одржане су и у Панчеву, Вршцу, Белој Цркви и Бечеју.[4]

#### 29. јун
- У Суботици одржана оснивачка скупштина „Просветног кружока суботичке занатлијске омладине“.[6]

#### 7. септембар (26. август по с.к.)
- Васо Пелагић протеран из Београда, под оптужбом да је књигом Дужност владе и власти увредио краља Александра Обреновића.

#### 2. октобар
- У Трсту почео излазити Делавски лист, под уредништвом Лудвика Задника (лист је излазио до 12. марта 1891).[6]

#### 7. децембар
- У Будимпешти 7. и 8. децембра, под утицајем Друге интернационале, одржан Оснивачки конгрес Социјалдемократске партије Мађарске (мађ. Magyarországi Szociáldemokrata Párt). На Конгресу су присуствовали и делегати из Војводине — из Великог Бечкерека (данас Зрењанин), Новог Сада, Панчева, Суботице и Вршца. Након конгреса приступило се организовању партијских организација на подручју читаве Краљевине Угарске (изузев територије Краљевине Хрватске и Славоније, где је 1894. основана посебна Социјалдемократска странка Хрватске и Славоније).[6]

| 1880. 1881. 1882. 1883. 1884. 1885. 1886. 1887. 1888. 1889. 1890. 1891. 1892. 1893. 1894. 1895. 1896. 1897. 1898. 1899. |

## 1891. година

#### 10. март (26. фебруар по с.к.)
- У Шапцу основано радничко друштво „Слога шабачких радника“.[6]

#### у току априла
- У Цетињу у Државној штампарији уведено осмочасовно радно време (ово је било прво увођење осмочасовног радног времена у Црној Гори). Истим правилником, регулисан је и прековремени рад, отказни рок и плата за раднике и шегрте.[6]

#### 1. мај
- У многим местима Војводине — Белој Цркви, Панчеву, Вршцу, Великом Бечкереку (данас Зрењанин) и Новом Саду, упркос забрани мађарске владе, прекидом рада и одржавањем скупова прослављен празник рада. Полиција и војска, су тог дана биле на улицама и пратиле збивања, али нису реаговале.[6]

#### 31. јун (19. јун по с.к.)
- У Параћину основано радничко друштво „Радничка једнакост“.[6]

## 1892. година

#### март
- У Љубљани одржана Оснивачка скупштина Општег радничког просветног и потпорног друштва за Крањску.[6]

#### 7. март (23. фебруар по с.к.)
- У Београду, на иницијативу социјалиста, основано опште радничко друштво „Зора“, чији је циљ био стварање фонда за незапослене раднике.[7]

#### 1. април
- У Загребу покренут лист Слобода, који је био социјалдемократски настројен. После оснивања Социјалдемократске странке Хрватске и Славоније, 1894, лист је постао њено гласило. Излазио је до 11. септембра 1902. године.[7]

#### 20. јун
- У Великом Бечкереку (данас Зрењанин) од 20. јуна до 8. јула организован штрајк 45 столарских радника, који су, издејствовали десеточасовно радно време (до тада су радили 12 сати) и повећање надница за 20%.[7]

#### 16. август
- У Загребу од 16. до 29. августа одржан штрајк 450 зидарских радника, на ком су захтевали повећање надница и смањење радног времена. Штрајк је завршен делимичним успехом.[7]

#### 6. новембар
- У Београду 6. и 7. новембра основан „Српски занатлијско-раднички савез“. У почетку је ова организација деловала под утицајем социјалиста и радикала, али од јануара 1894. социјалисти преузимају превласт у организацији. Они су хтели да уз помоћ ове организације формирају социјалистичку партију, али им је федерални карактер Савеза, омогућио једино да у неколико места оснују социјалистичка радничка друштва. Од истакнутијих социјалиста у Савезу су деловали: Васа Пелагић, Андра Банковић, Живојин Балугџић, Драгиша Лапчевић, Миљко Савић, Никола Величковић, Тоша Стојановић, Јован Скерлић и други.[7]

#### 20. новембар (8. новембар по с.к.)
- У Београду покренут лист Занатлијски савез, који је био гласило Српског занатлијско-радничког савеза и излазио је до 14. априла (2. април по с.к.) 1895. године.[7]

| 1880. 1881. 1882. 1883. 1884. 1885. 1886. 1887. 1888. 1889. 1890. 1891. 1892. 1893. 1894. 1895. 1896. 1897. 1898. 1899. |

## 1893. година

#### 17. фебруар (15. фебруар по с.к.)
- У Београду покренут лист Типографски весник, који је био орган Дружине типографских радника.[7]

#### 13. април (1. април по с.к.)
- Краљ Александар Обреновић извео тзв „дворски пуч“, у ком је уз помоћ војске збацио намесништво и прогласио се пунолетним.

#### 1. мај
- У Великом Бечкереку (данас Зрењанин) отпочео осмодневни штрајк око 300 зидарских радника. Штрајк је успешно окончан повећањем надница за 10%.[7]

#### 2. јул (20. јун по с.к.)
- У Београду одржан оснивачки збор радничког друштва „Слога књиговезачких радника“, које је од 1896. попримило сва обележја синдикалне организације.[7]

#### 30. јул (18. јул по с.к.)
- У Београду, на збору социјалиста изабран посебан Одбор, који је изабрао Живка Балугџића за делегата на Трећем конгресу Друге интернационале, који је одржан од 6. до 12. августа у Цириху.[7]

#### 10. октобар (28. септембар по с.к.)
- У Шапцу, на иницијативу Васе Пелагића, основано просветно социјалистичко радничко друштво „Слога слободоумних радника“.[8]

#### 2. новембар
- У Љубљани почео да излази словеначки социјалистички лист Радник (словен. Delavec). Лист је излазио двонедељно, а у Љубљани је штампано само првих 19 бројева. Пошто народна штампарија у Љубљани, због разних притисака, није хтела даље да штампа лист, он је пресељен у Загреб. Потом је децембра 1894. пресељен у Беч, а 1897. у Трст. Престао је са излажењем 1898. године.[8]

#### 3. децембар
- У Загребу од 3. децембра 1893. до 10. јануара 1894. одржан штрајк штампарских радника, који су захтевали повећање надница и смањење радног времена. Штрајк је успешно завршен.[8]

#### 25. децембар (13. децембар по с.к.)
- У Београду основано „Радничко обућарско друштво за умно развиће и братску помоћ“. Ово радничко друштво се као социјалистичка организација посебно истакло основањем школе и организовањем прве првомајске прославе 1894. године. Од 1896. друштво је прерасло у синдикалну организацију.[8]

#### у току године
- У Софији формирана Македонска социјалистичка група. Иницијатор организовања ове групе био је Васил Главинов, а поред њега сачињавали су је Македонци који су се налазили на раду у Бугарској. Циљ групе је био пропагирање социјализма међу Македонцима у Бугарској, као и у самој Македонији. Група је касније покушала да прерасте у Македонску партију, али није успела, па је постала део Бугарске радничке социјалдемократске партије. Група је веома допринела појави социјалистичких група у Македонији, а у њој су деловали: Веле Марков, Никола Карев, Дмитар Мирашчијев, Андон Сулев, Димо Хаџидимов, Атанас Раздолов и др.[8]

| 1880. 1881. 1882. 1883. 1884. 1885. 1886. 1887. 1888. 1889. 1890. 1891. 1892. 1893. 1894. 1895. 1896. 1897. 1898. 1899. |

## 1894. година

#### 8. јануар (16. јануар по с.к.)
- У Београду одржан протестни збор на ком је осуђен повратак бившег краља Милана Обреновића у земљу и даље погоршавање политичке ситуације у земљи. Протестном збору, који је организован на позив Главног одбора Српског занатлијско-радничког савеза и Савеза београдских занатлија и радника, присуствовало је око 1.000 учесника, који су потом демонстративно продефиловали централним градским улицама. На збору су, између осталих, говорили и социјалисти — Андра Банковић, Васа Пелагић, Никола Величковић и др.[8]

#### 1. мај (19. април по с.к.)
- Поводом 1. маја међународног празника рада, који је установљен на Првом конгресу Друге интернационале у Паризу јула 1899, одржане су прве првомајске прославе у Србији и Босни и Херцеговини.[8]
- У Београду и другим градовима Краљевине Србије — Шапцу, Неготину, Крагујевцу, Пожаревцу, Обреновцу и Бајиној Башти, прослављен је празник рада. Од тада, па све до почетка Првог светског рата 1914, радници Србије су, упркос разним тешкоћама, редовно прослављали Празник рада. После оснивања Главног радничког савеза и Српске социјалдемократске странке, 1903. прославе су попримале масовни карактер.[8]
- У Варешу радници железаре, организовали прву прославу Празника рада.[8]
- У Загребу одржан Оснивачки састанак Социјалдемократске странке Хрватске и Славоније (СДСХС). Овај састанак, одржан је у тајности, због страха да власти забране његово одржавање. Од 40 присутних делегата, њих 13 су били социјалисти, који су заступали: Осијек, Слатину, Брод, Мајур, Копривницу, Крапину и Вараждин. На састанку је донета Резолуција о оснивању странке у којој је као гласило странке прихваћен лист Слобода, а до доношење програма странке, преузет је „Хаинфелдски програм“ Социјалдемократске странке Аустрије. Странка је постојала до 1919. када се распала, а већина чланства је прешла у тада основану Социјалистичку радничку партију Југославије (комуниста), а касније Комунистичку партију Југославије.[8]

#### 13. септембар (1. септембар по с.к.)
- У Београду отпочео штрајк типографских радника Државне штампарије, којим је руководила Дружина типографских радника.[8]

#### 15. новембар (3. новембар по с.к.)
- У Београду отпочео први штрајк трамвајских радника.[9]

#### 30. новембар (18. новембар по с.к.)
- У Београду радници фабрике монопола дувана отпочели штрајк.[9]

| 1880. 1881. 1882. 1883. 1884. 1885. 1886. 1887. 1888. 1889. 1890. 1891. 1892. 1893. 1894. 1895. 1896. 1897. 1898. 1899. |

## 1895. година

#### 5. мај (23. април по с.к.)
- У Београду покренут лист Социјалдемократ, који је био орган српских социјалиста и први изразито марксистички лист у Србији. Основни задатак листа био је пропагирање марксистичких идеја, организовање радника у самосталне класноборбене организације и формирање социјалдемократске партије у Србији. Излазио је до 2. јуна (21. маја по с.к.) 1896. године.[9]

#### 10. јул (28. јун по с.к.)
- У Крагујевцу радници Војнотехничког завода (данас фабрика Застава Оружје) ступили у штрајк захтевајући исплату четири преостале месечне зараде.[9]

#### 5. август
- У Лондону умро Фридрих Енгелс (1820—1895), најближи сарадник Карла Маркса и један од идеолога радничког покрета и научног социјализма (комунизма).

#### у току септембра
- У Призрену формирана социјалистичка организација (ово је једна од првих социјалистичких организација на Косову и Метохији).[9]

#### 4. новембар
- У Загребу 4. и 5. новембра одржан Први конгрес Социјалдемократске странке Хрватске и Славоније. Пошто је странка од оснивања до Конгреса, деловала тајно, после овог Конгреса је и службено ступила у јавност. Делегати на Конгресу су заступали и струковне организације, пошто су оне биле забрањене. Главна тема на конгресу је била организација Странке и агитација, па је одлучено да у прво време странка делује преко радничких друштава. Пошто није дошло до изгласавања Новог програма странке, одлучено је да странка настави да користи „Хаинфелдски програм“ СДС Аустрије. На Конгресу је изабран Статут странке и Извршни одбор од 15 чланова. Конгресу су као гости присуствовали словеначки социјалдемократи предвођени Францом Жезникаром.[9]

| 1880. 1881. 1882. 1883. 1884. 1885. 1886. 1887. 1888. 1889. 1890. 1891. 1892. 1893. 1894. 1895. 1896. 1897. 1898. 1899. |

## 1896. година

#### 1. фебруар (20. јануар по с.к)
- У Београду основано „Друштво опанчарских радника за умно развиће и братску помоћ“ (ово је прва синдикална организација у Србији).[9]

#### 8. март (23. фебруар по с.к.)
- У Београду у листу Социјалдемократ објављен чланак Карла Маркса „Класна борба“.[9]

#### 27. јул
- У Лондону од 27. јула до 1. августа одржан Четврти конгрес Друге интернационале. Јужнословенске народе, на овом Конгресу су представљали Иван Анцел, у име радничког покрета Хрватске и Андра Баковић, у име радничког покрета Србије (Конгрес Баковића није признао као званичног делегата, због протестног писма Главног одбора Српског занатлијско-радничког савеза).[10]

#### 15. август
- У Љубљани 15. и 16. августа одржана Оснивачка скупштина Југословенске социјалдемократске странке (ЈСДС). У почетку је било замишљено да странка своје деловање прошири на све јужнословенске покрајине унутар Аустроугарске, али је она остварила утицај само областима у данашњој Словенији (Крањска, Приморска, Горишка и делови Штајерске), као и делимично у Истри и Далмацији. На Оснивачкој скупштини је за програмску основу прихваћен „Хајнфелдски програм“ СДС Аустрије. На скупштини је активно учествовао и Етбин Кристан, први словеначки интелектуалац који је приступио радничком покрету и један од најистакнутијих вођа ЈСДС, до 1914. године. Оснивачкој скупштини, су као гости присуствовали делегати СДС Хрватске и Славоније Иван Ангел и Мирослав Радојчић. Странка је 1919. одбила да се учествује у Конгресу уједињења и укључи се у Социјалистичку радичку партију Југославије (комуниста), због чега је остала без великог броја чланова, који су пришли СРПЈ(к). Званично је постојала до 1921. када се њен преостали део укључио у Социјалистичку партију Југославије.[10]

#### 8. новембар (27. октобар по с.к.)
- У Неготину основано радничко друштво.[10]

#### 25. децембар
- У Загребу 25. и 27. децембра одржан Други конгрес Социјалдемократске странке Хрватске и Славоније. На Конгресу је усвојен нови Статут и Програм странке, који је настао према „Ерфуртском програму“ немачке социјалне демократије, и изабран нови Главни одбор од 10 чланова.[10]

| 1880. 1881. 1882. 1883. 1884. 1885. 1886. 1887. 1888. 1889. 1890. 1891. 1892. 1893. 1894. 1895. 1896. 1897. 1898. 1899. |

## 1897. година

#### 13. април (1. април по с.к.)
- У Београду покренут социјалистички лист Радничке новине, које су излазиле до јуна исте године.[11]

#### 23. април (11. април по с.к.)
- У Београду потврђена правила Радничког друштва. Као опште радничка организација, ово друштво је било центар социјалистичког покрета у Србији. Деловало је све до 1899. године, када је заједно са осталим социјалистичким радничким организацијама, забрањено од стране власти.[11]

#### 4. јун (24. мај по с.к.)
- У Београду, отпочео штрајк 48 слагача Државне штампарије, којим је руководила Дружина типографских радника.[11]

#### 10. јун
- У Елемиру почела побуна пољопривредних радника и локалних сељака, пошто нису могли да прихвате услове локалног велепоседника. Он је тада довео нове раднике са стране, а мештанима је забранио да користе сеоски пут, који је водио на Тису, кроз велепосед. Тада је дошло до сукоба сељака и полиције, у којем су погинула 2 сељака и 2 жандарма. Потом је интервенисала војска и ухапшено је 40 људи, који су касније изведени пред суд.[11]

#### 15. јул
- У Сремској Митровици од 15. до 22. јула вођен судски процес против социјалиста, чланова Главног одбора Социјалдемократске странке Хрватске и Славоније — Витомира Кораћа, Ивана Анцела, Стјепана Лапуча, Лазара Форишковића и др, као и још 36 сељака из Срема. Оптужба их је теретила за ремећење јавног реда и мира, ширење програма Странке, оснивање организација и ширење социјалистичких идеја. Оптужени су проглашени кривима и осуђени од један од осамнаест месеци затвора.[11]

#### 25. децембар
- У Љубљани 25. и 26. децембра одржана Друга скупштина Југословенске социјалдемократске странке, која је усвојила нови организациони правилник странке (статут).[12]

| 1880. 1881. 1882. 1883. 1884. 1885. 1886. 1887. 1888. 1889. 1890. 1891. 1892. 1893. 1894. 1895. 1896. 1897. 1898. 1899. |

## 1898. година

#### 15. март
- У Трсту почео да излази лист Црвени барјак (словен. Rdeči prapor), као орган словеначких радника у Трсту. Лист је излазио до 31. маја 1911. године. Око овог листа вођен је спор између словеначких социјалиста у Трсту и Љубљани. Извршни одбор Југословенске социјалдемократске странке је издао препоруку свом чланству да не чита овај лист.[12]

#### 1. мај
- Поводом 1. маја међународног празника рада, који је установљен на Првом конгресу Друге интернационале у Паризу, јула 1899. године, одржана је прва првомајска прослава у Македонији. Први мај тада је прослављен у Скопљу, Битољу и Штипу.[12]

#### 13. јун
- У Марибору од 13. до 16. јуна одржан штрајк грађевинских радника у ком је захтевано смањење радног времена и повећање надница. Штрајк је успешно завршен.[12]

#### 21. децембар (9. децембар по с.к.)
- У Београду у штрајк ступили радници Столарско-браварске фабрике.[13]

## 1899. година

#### 1. фебруар (20. јануар по с.к.)
- - У затвору у Пожаревцу умро Васо Пелагић (1838—1899), народни просветитељ и један од најистакнутијих пропагатора социјалистичких идеја у Србији и на Балкану.[13]

#### 15. фебруар
- У Загребу, Хрватском сабору поднета интерпелација опозиционих грађанских посланика поводом поступака против осуђених присталица Социјалдемократске странке Хрватске и Славоније у затвору у Сремској Митровици.[13]

#### 25. мај (13. мај по с.к.)
- У Београду отпочео штрајк 80 радника фабрике платна.[13]

| 1880. 1881. 1882. 1883. 1884. 1885. 1886. 1887. 1888. 1889. 1890. 1891. 1892. 1893. 1894. 1895. 1896. 1897. 1898. 1899. |